# 匙叶絮菊
匙叶絮菊（学名：Filago spathulata）为菊科絮菊属下的一个种。

## 扩展阅读
- 維基物種上的相關：匙叶絮菊